# Сутарджа, Сехат
Сехат Сутарджа (9 июля 1961 — 18 сентября 2024) — американский бизнесмен-миллиардер индонезийского происхождения, основатель, генеральный директор Marvell Technology. В 2024 году Forbes оценил его состояние в 1,3 миллиарда долларов США, занимал 2390 место в списке самых богатых людей мира. 

## Биография
Сехат Сутарджа родился 9 июля 1961 года в столице Индонезии Джакарте, в семье индонезийских китайцев. Интерес к электронике проявился у Сехата в подростковом возрасте: в 13 лет он стал сертифицированным специалистом по ремонту радиотехники, с тех пор занимался проектированием компонентов и систем.   
Сутарджа окончил среднюю школу Canisius College в Джакарте. Переехав в Соединенные Штаты в 1980 году, он получил степень бакалавра наук в области электротехники в Университете штата Айова. Позже учился в Калифорнийском университете в Беркли, где получил степень магистра наук и доктора наук в области электротехники и компьютерных наук.    
Сутарджа работал в Micro Linear Corp. и Integrated Information Technology. В 1995 году он основал Marvell Technology вместе со своей женой Вэйли Дай и братом Пантасом Сутарджа.                   
В 2006 году Сутарджа занимал 374 место в списке 400 самых богатых американцев по версии Forbes.                   
В 2007 году он занимал 891 место в списке Миллиардеров мира Forbes.
В 2013 году Сутарджа был выбран для вхождения в Зал славы Junior Achievement Business. 
4 апреля 2016 года Сутарджа был отстранен от должности генерального директора. 5 апреля 2016 года агентство Reuters сообщило, что Сутарджа, занимавший должность генерального директора Marvell Technology Group, вместе со своей женой Дай, президентом компании, ушли в отставку. В марте 2016 года компания Marvell заявила, что расследование показало, что руководство оказывало «значительное давление» на отделы продаж с целью достижения целевых показателей по выручке.                   
Marvell заявила, что расследование не выявило мошенничества, но что имело место значительное давление со стороны руководства на сотрудников отдела продаж. Аудиторский комитет компании также указал, что некоторые транзакционные доходы были учтены преждевременно из-за внутреннего контроля, который не соблюдался в полной мере.                    
В 2021 году вместе со своей женой он основал Silicon Box, сингапурскую компанию по производству полупроводников, которая специализируется на разработке и производстве корпусов чиплетов. Компания с венчурным капиталом открыла в Тампинсе в 2023 году завод стоимостью 2 миллиарда долларов для производства чиплетов для своих клиентов, в первую очередь в области искусственного интеллекта.                    
Сутарджа имел более 440 патентов на свое имя и был членом IEEE.

## Награды и премии
В 2004 году Сутарджа вместе с соучредителями Marvell получил награду Ernst & Young «Предприниматель года» в категории «Сети и коммуникации».                     
В 2006 году он был признан «Изобретателем года» Ассоциацией по праву интеллектуальной собственности Кремниевой долины.                    
В 2012 году Сутарджа был награжден премией Indonesian Diaspora Lifetime Achievement Award за глобальные новаторские достижения и инновации на первом в истории Конгрессе индонезийской диаспоры, врученной посольством Республики Индонезия.                   
В 2013 году Сутарджа вместе с женой получил премию Dr. Morris Chang Exemplary Leadership Award от Всемирного альянса полупроводников (GSA).                   
В 2015 году получил Accessories Council Excellence Awards в номинации «Руководитель года».                   

## Личная жизнь
Во время учебы в Калифорнийском университете в Беркли Сехат Сутарджа познакомился Вэйли Дай, на которой женился в 1985 году.  У него осталось два сына Кристофер и Николас.      
Сехат Сутарджа умер в сентябре 2024 года в возрасте 63 лет.     